# Даниел Кормие
Даниел Райън Кормие (на английски език – Daniel Ryan Cormier) е американски професионален борец в Свободен стил, професионален ММА боец, бивш световен шампион в шампионата UFC, тежка категория до 17 август 2019 година, когато губи с нокаут в четвърти рунд двубоя от UFC 241 претендент № 1 в ранглистата боец Стипе Миочич.
Даниел Кормиер е вторият от настоящи четирима бойци в историята на UFC, които държат Световни титли в две теглови категории едновременно, и първият и единствен борец, който ги защитава успешно. Преди UFC, Cormier е шампион в тежка категория на турнира „King of the Cage“.
Кормие се подвизава и като анализатор и коментатор за телевизия Fox UFC.

## Личен живот
Кормие има връзка с жена на име Робин. Двамата имат дъщеря, която загива в автомобилна катастрофа на 14 юни 2003 година.. По-късно двамата се разделят.
Даниел е женен за Салина, като имат две деца – син и дъщеря. Неговият син също се казва Даниел и роден на 16 февруари 2011 г. Той вече тренира борба в клуба на баща му АКА, като баща му е негов помощник треньор.